# 橢圓幾何
椭圆几何是欧几里得平行公设不成立的几何的一个例子。与此公设相反，就像在球面几何中一样，不存在平行线，因为任何两条线都必须相交。然而，与球面几何不同，通常假设两条线相交于一个点（而不是两个点）。因此，本文中描述的椭圆几何有时被称为单椭圆几何，而球面几何有时被称为双椭圆几何。
十九世纪这种几何的出现刺激了非欧几何的普遍发展，包括双曲几何。
椭圆几何具有多种不同于经典欧几里得平面几何的性质。例如，任何三角形的内角和总是大于 180°。

## 定义
椭圆几何可以通过将球体的对跖点识别为单个椭圆点，从球面几何推导出来。椭圆线对应于通过识别对跖点而缩小的大圆。由于任何两个大圆相交，因此在椭圆几何中没有平行线。
在椭圆几何中，垂直于给定直线的两条直线必定相交。事实上，给定线的所有垂直线都会交于一个点，这个点称为该线的绝对极点。
每个点都对应一条绝对极线，该点就是这条极线的绝对极点。该极线上的任意一点都与极点构成绝对共轭对。这样的一对点是正交的，它们之间的距离是一个象限。  :89
一对点之间的距离与它们的绝对极线之间的角度成正比。  :101
正如HSM Coxeter所解释的那样：
“椭圆”这个名称可能会产生误导。它并不意味着与椭圆曲线有任何直接联系，而只是一种相当牵强的类比。中心圆锥曲线根据其没有渐近线或有两条渐近线而被称为椭圆或双曲线。类似地，非欧几里得平面可以根据其每条线不包含无穷远点或包含两个无穷远点而被称为椭圆形或双曲线形。

## 二维

### 椭圆平面
椭圆平面是具有度量的实射影平面。开普勒和笛沙格使用心射投影将平面σ与半球上与其相切的点联系起来。以O为半球中心， σ上的点P确定一条与半球相交的直线OP ，任何直线L ⊂ σ确定一个平面OL ，它与半球相交于大圆的一半。该半球以通过 O 且平行于σ平面为界。没有一条普通的σ线与该平面相对应；而是在σ上附加了一条无穷远线。由于σ的延伸中的任意一条线都对应于通过O 的一个平面，并且任意一对这样的平面都会与通过O 的一条线相交，因此可以得出结论，延伸中的任意一对线都会相交：交点位于平面交点与σ或无穷远线的交点处。这样就证实了射影几何的公理，即平面内所有直线对必定相交的公理。 
给定σ中的P和Q ，它们之间的椭圆距离是角度POQ的度量，通常以弧度为单位。阿瑟·凯莱在撰写《论距离的定义》时开创了椭圆几何的研究。  :82费利克斯·克莱因 (Felix Klein)和伯恩哈德·黎曼 (Bernhard Riemann)随后对几何抽象进行了探索，并由此产生了非欧几里得几何和黎曼几何。

### 与欧几里得几何的比较

二维椭圆几何、欧几里得几何和双曲几何的比较

在欧几里得几何中，图形可以无限放大或缩小，并且得到的图形是相似的，即它们具有相同的角度和相同的内部比例。在椭圆几何中，情况并非如此。例如，在球形模型中，我们可以看到任意两点之间的距离必须严格小于球体周长的一半（因为确定了对跖点）。因此，线段不能无限扩大。
欧几里得几何的很大一部分内容直接延伸到了椭圆几何。例如，欧几里得公设的第一和第四条公设，即任意两点之间都有一条唯一的线，并且所有直角都相等，在椭圆几何中成立。假定 3，可以构造具有任何给定中心和半径的圆，如果将“任何半径”理解为“任何实数”，则不成立，但如果将其理解为“任何给定线段的长度”，则成立。因此，欧氏几何中任何由这三个公设得出的结果在椭圆几何中也成立，例如《几何原本》第一卷中的命题 1，其中指出给定任何线段，都可以以其线段为底构造一个等边三角形。
椭圆几何也与欧几里得几何类似，空间是连续的、均匀的、各向同性的，并且没有边界。各向同性由第四条公设保证，即所有直角都相等。举一个同质性的例子，请注意欧几里得命题 I.1 意味着可以在任何位置构造相同的等边三角形，而不仅仅是在某些特殊的位置。边界的缺乏源于第二个假设，即线段的延展性。
椭圆几何与欧几里得几何的一个不同之处在于，三角形的内角和大于 180 度。例如，在球面模型中，可以构造一个三角形，其顶点位于三个正笛卡尔坐标轴与球面相交的位置，并且其三个内角均为 90 度，总计 270 度。对于足够小的三角形，超过 180 度数可以任意小。
勾股定理在椭圆几何中不成立。在上述 90°–90°–90° 三角形中，三条边的长度相等，因此不满足{\displaystyle a^{2}+b^{2}=c^{2}} 。在小三角形的极限内恢复了毕达哥拉斯的结果。
圆的周长与面积的比率小于欧几里得几何中的比率。一般来说，面积和体积并不按照线性尺寸的二次方和三次方来缩放。

## 椭圆空间（三维情况）
注意：本节使用术语“椭圆空间”来特指三维椭圆几何。这与上一节关于二维椭圆几何的内容形成对比。四元数用于阐明这个空间。
椭圆空间可以用类似于三维向量空间的构造方式来构造：具有等价类。人们在球体的大圆上使用有向圆弧。正如有向线段在平行、长度相同且方向相似时是等值的，大圆上的有向弧在长度、方向和圆周率相同时也是等值的。这些等价关系分别产生三维向量空间和椭圆空间。
通过威廉·罗文·汉密尔顿的矢量代数可以获得椭圆空间结构：他将球面设想为负一平方根的区域。然后是欧拉公式{\displaystyle \exp(\theta r)=\cos \theta +r\sin \theta } （其中r在球面上）表示包含 1 和r 的平面内的大圆。对立点r和-r分别对应方向相反的圆。 θ 和 φ 之间的弧与 0 和 φ – θ 之间的弧等价。在椭圆空间中，弧长小于 π，因此弧可以用 [0, π) 或 (-π/2, π/2) 中的 θ 参数化。 
为了{\displaystyle z=\exp(\theta r),\ z^{*}=\exp(-\theta r)\implies zz^{*}=1.}据说z的模数或范数为 1（汉密尔顿称之为 z 的张量）。但由于r 的范围是三维空间中的一个球面，因此 exp( θ r) 的范围也是四维空间中的一个球面，现在称为三维球面，因为它的表面有三个维度。汉密尔顿将他的代数称为四元数，它很快成为一种有用且受欢迎的数学工具。它的四维空间是在极坐标中演化的{\displaystyle t\exp(\theta r),}其中t为正实数。
在地球或天球上进行三角学时，三角形的边是大圆弧。四元数的第一次成功是将球面三角学转化为代数。 汉密尔顿把范数为 的四元数称为向量，这些是椭圆空间的点。
当r固定时，单位四元数
{\displaystyle e^{ar},\quad 0\leq a<\pi }
形成一条椭圆线。距离{\displaystyle e^{ar}}到 1a。对于任意变量 u ，距离将是 θ ，使得cos θ = (u + u∗)/2 ，因为这是任何四元数的标量部分的公式。
椭圆运动由四元数映射描述
{\displaystyle q\mapsto uqv,}其中u和v是固定变量。
点之间的距离与椭圆运动的图像点之间的距离相同。当u和v互为四元数共轭时，运动为空间旋转，其矢量部分为旋转轴。当u = 1时，椭圆运动称为右<i id="mwuA">Clifford 平移</i>，或称并列平移。情况v = 1对应于左 Clifford 平移。
椭圆线穿过 u可能的形式是
{\displaystyle \lbrace ue^{ar}:0\leq a<\pi \rbrace }或者{\displaystyle \lbrace e^{ar}u:0\leq a<\pi \rbrace }对于固定 r 。
它们是 Clifford 的左右翻译 u沿着通过 1 的椭圆线。通过识别对映点，从S3形成椭圆空间。 
椭圆空间具有称为Clifford 平行线和Clifford 曲面的特殊结构。
椭圆空间的 versor 点通过凯莱变换映射到{\displaystyle \mathbb {R} ^{3}}以获得空间的另一种表现形式。

## 高维空间

### 超球面模型
超球面模型是球面模型向更高维度的推广。 n维椭圆空间的点是R n +1中的单位向量(x, −x)对，即(n + 1)维空间（ n维超球面）中单位球表面上的对映点对。该模型中的线是大圆，即超球面与通过原点的n维平坦超曲面的交点。

### 射影椭圆几何
在椭圆几何的射影模型中， n维实射影空间的点被用作模型的点。这模拟了一种抽象的椭圆几何，也称为射影几何。
n维射影空间中的点可以用(n + 1)维空间中通过原点的直线来表示，并且可以用R n +1中的非零向量非唯一地表示，前提是对于任何非零标量， u和λu λ ，代表同一点。距离使用公制来定义
{\displaystyle d(u,v)=\arccos \left({\frac {|u\cdot v|}{\|u\|\ \|v\|}}\right);}
即两点之间的距离是它们在R n +1中对应线之间的角度。距离公式在每个变量中都是齐次的，如果λ和μ是非零标量，则d(λu, μv) = d(u, v) ，因此它确实定义了射影空间点上的距离。
射影椭圆几何的一个显著性质是，对于偶数维度，例如平面，该几何是不可定向的。它通过识别顺时针和逆时针旋转来消除它们之间的区别。

### 立体模型
利用立体投影的方法，可以得到与超球面模型表示同一空间的模型。令E n表示Rn ∪ {∞},即由无穷远点扩展的n维实空间。我们可以在E n上定义一个度量，即弦度量
{\displaystyle \delta (u,v)={\frac {2\|u-v\|}{\sqrt {(1+\|u\|^{2})(1+\|v\|^{2})}}}}
其中u和v是R n中的任意两个向量，并且{\displaystyle \|\cdot \|}是通常的欧几里得范数。我们还定义
{\displaystyle \delta (u,\infty )=\delta (\infty ,u)={\frac {2}{\sqrt {1+\|u\|^{2}}}}.}
结果是E n上的度量空间，它表示沿超球面模型上对应点的弦的距离，它通过立体投影双射映射到该超球面模型上。如果我们使用度量，我们就会得到球面几何模型
{\displaystyle d(u,v)=2\arcsin \left({\frac {\delta (u,v)}{2}}\right).}
椭圆几何由此通过识别对跖点u和−u / ‖u‖2得到−u / ‖u‖2 ，并将v到该对的距离设为v到这两点中每个点的距离的最小值。

## 自洽性
因为球面椭圆几何可以被建模为欧几里得空间的球面子空间，所以如果欧几里得几何是自洽的，那么球面椭圆几何也是自洽的。因此，不可能根据欧几里得几何的其他四个公设来证明平行公设。
塔斯基证明了初等欧几里得几何是完备的：对于每一个命题，都存在一种算法，可以证明它是真还是假。  （这并不违反哥德尔定理，因为欧氏几何无法描述足够多的算术来使该定理得以应用。  ）因此，初等椭圆几何也是自洽和完备的。

## 笔记
1. ↑  Cayley, Arthur, , Philosophical Transactions of the Royal Society of London, 1859, 149: 61–90  [2025-05-04], ISSN 0080-4614, JSTOR 108690, doi:10.1098/rstl.1859.0004, （原始内容存档于2023-02-20）
2. ↑  Lemaître, Georges, , Pontificia Academia Scientiarum, Acta, 1948, 12: 57–78, ISSN 0370-2138